# Victor Hogan
Victor Hogan (* 25. Juli 1989 in Vredenburg) ist ein südafrikanischer Leichtathlet, der sich auf den Diskuswurf spezialisiert hat. 2024 siegte er bei den Afrikaspielen und 2012, 2014 und 2018 wurde er Afrikameister im Diskuswurf und zählt damit zu den erfolgreichsten Diskuswerfern seines Landes.

## Sportliche Laufbahn
Erste Erfahrungen bei internationalen Meisterschaften sammelte Victor Hogan im Jahr 2007, als er bei den Juniorenafrikameisterschaften in Ouagadougou mit einer Weite von 56,35 m die Goldmedaille gewann. Im Jahr darauf belegte er bei den Juniorenweltmeisterschaften in Bydgoszcz mit 60,64 m den vierten Platz und 2010 gewann er bei den Afrikameisterschaften in Nairobi mit einem Wurf auf 58,11 m die Bronzemedaille hinter den Ägyptern Omar Ahmed el-Ghazaly und Yasser Farag. Anschließend wurde er beim IAAF Continentalcup in Split mit 54,86 m Achter. Im Jahr darauf nahm er an den Afrikaspielen in Maputo teil und gewann dort mit 62,60 m die Silbermedaille hinter Yasser Farag aus Ägypten. 2012 siegte er bei den Afrikameisterschaften in Porto-Novo mit einer Weite von 61,80 m und im Jahr darauf erreichte er bei den Weltmeisterschaften in Moskau das Finale und belegte dort mit 64,35 m den fünften Platz. 2014 gelangte er bei den Commonwealth Games in Glasgow mit 56,42 m auf Rang zehn und verteidigte dann mit 62,87 m seinen Titel bei den Afrikameisterschaften in Marrakesch, ehe er beim Continentalcup ebendort mit 62,69 m Vierter wurde. Im Jahr darauf startete er erneut bei den Weltmeisterschaften in Peking, verpasste dort aber mit 62,41 m den Finaleinzug. 2016 wurde er bei einer Dopingkontrolle positiv auf Methylhexanamin getestet und für neun Monate gesperrt und verlor dadurch unter anderem seine Goldmedaille der Afrikameisterschaften in Durban.
Nach Ablauf seiner Sperre schied er 2017 bei den Weltmeisterschaften in London mit 62,26 m in der Qualifikationsrunde aus und im Jahr darauf gewann er bei den Afrikameisterschaften in Asaba mit 60,06 m seine dritte Goldmedaille. Anschließend wurde er beim Continentalcup in Ostrava mit 63,49 m Vierter. 2022 musste er sich dann bei den Afrikameisterschaften in Port Louis mit 58,95 m seinem Landsmann Werner Visser geschlagen geben. Anschließend verpasste er bei den Weltmeisterschaften in Eugene mit 60,51 m den Finaleinzug. Im Jahr darauf siegte er bei den Hungarian GP Series in Budapest und Nyíregyháza sowie mit 64,17 m beim Kladno hází a Kladenské memoriály. Im August schied er dann bei den Weltmeisterschaften in Budapest mit 61,80 m in der Qualifikationsrunde aus. 2024 siegte er mit 62,56 m bei den Afrikaspielen in Accra und gewann dann im Juni bei den Afrikameisterschaften in Douala mit 63,87 m die Silbermedaille hinter dem Algerier Oussama Khennoussi. Anschließend verpasste er bei den Olympischen Sommerspielen in Paris mit 60,78 m den Finaleinzug.
In den Jahren von 2010 bis 2015 sowie 2018 und 2019 und von 2021 bis 2024 wurde Hogan südafrikanischer Meister im Diskuswurf.